# روبرت مايكلز
روبرت مايكلز (بالانجليزية: Robert Michels) (9 يناير عام 1876 - 3 مايو عام 1936)، عالم اجتماع إيطالي مولود في ألمانيا ساهم في نظرية النخبة من خلال وصف السلوك السياسي للنخب الفكرية.
ينتمي مايكلز إلى مدرسة النخبوية الإيطالية. اشتهر بكتابه الأحزاب السياسية، الذي نُشر عام 1911 والذي يحتوي على وصف «القانون الحديدي لحكم الأقلية». كان صديقًا وتلميذًا لماكس فيبر وفيرنر سومبارت وأشيل لوريا.
من الناحية السياسية، انتقل مايكلز من الحزب الديمقراطي الاجتماعي الألماني إلى الحزب الاشتراكي الإيطالي والتزم بالجناح النقابي الثوري الإيطالي ثم لاحقًا انضم إلى الفاشية الإيطالية، التي اعتبرها شكلًا أكثر ديمقراطية للاشتراكية. قدمت أفكاره أساس النظرية الوسطية التي تحدد العمليات التي يتم من خلالها دمج الجماعات السياسية اللاسلطوية في النظام السياسي الحالي.

## مهنته
حصل على اعتراف دولي لدراسته التاريخية والاجتماعية التي نُشرت عام 1911 تحت عنوان الأحزاب السياسية: دراسة اجتماعية للميول الأوليغارشية للديمقراطية الحديثة. من خلال الكتاب، قدم مايكلز نظريته حول «القانون الحديدي لحكم الأقلية» بأن الأحزاب السياسية، بما في ذلك التي تُعتبر اشتراكية منها، لا يمكن أن تكون ديمقراطية لأنها سرعان ما تحول نفسها إلى أوليغارشية بيروقراطية.
حضر مايكلز المؤتمر الدولي الأول لتحسين النسل في عام 1912 حيث ألقى كلمته بعنوان «تحسين النسل في منظمة الحزب». كان مايكلز يعتبر تلميذًا مميزًا لماكس فيبر، الذي بدأ في نشر كتاباته في أرشيف العلوم الاجتماعية والرعاية الاجتماعية في عام 1906، ثم عيّنه محررًا مشاركًا في عام 1913، لكنهما اختلفا حول معارضة مايكلز للحرب العالمية الأولى.
انتقد مايكلز ما اعتبره الحتمية المادية لكارل ماركس. استلهم في نمط كتاباته من الأساليب التاريخية لفيرنر سومبارت. نظرًا لإعجاب مايكلز بالثقافة الإيطالية إلى جانب تميزه بالعلوم الاجتماعية، فقد أثار انتباه كل من لويجي إيناودي وأخيل لوريا. نجح الاثنان في مساعدة مايكلز للحصول على الأساتذية في جامعة تورينو في عام 1907، حيث قام بتدريس الاقتصاد والعلوم السياسية والاقتصاد الاجتماعي هناك حتى عام 1914. بعد ذلك، تقلّد منصب أستاذ الاقتصاد في جامعة بازل بسويسرا، وهو المنصب الذي شغله حتى عام 1928. بالإضافة إلى ذلك، درّس في جامعة ميسينا في عام 1921.
في عام 1924، انضم مايكلز إلى الحزب الفاشي بقيادة بينيتو موسوليني، المدير السابق لصحيفة الحزب الاشتراكي الإيطالي «أفانتي!». كان مايكلز مقتنعًا تمامًا بأن الارتباط المباشر بين كاريزما بينيتو موسوليني والطبقة العاملة هو بطريقة ما الوسيلة الأفضل لتطبيق حكومة طبقة اجتماعية دنيا حقيقية دون وساطة سياسية بيروقراطية. في عام 1928، تقلّد منصب أستاذ الاقتصاد وتاريخ المذاهب في جامعة بيروجيا وألقى عدة محاضرات في روما أيضًا.
أصيب بمرض أثناء تواجده في بوردو وتوفي بعد ذلك بوقت قصير في روما في 3 مايو من عام 1936.